# Schillerhaus (Leipzig)
Das Schillerhaus ist ein kleines ehemaliges Bauernhaus im Leipziger Stadtteil Gohlis (Menckestraße 42). Im Obergeschoss des Hauses lebte Friedrich Schiller im Sommer 1785. Er arbeitete hier am 2. Akt des Don Carlos, bearbeitete den Fiesco und schrieb die erste Fassung des Gedichts An die Freude, das er später in Dresden weiter ausführte.

## Museum
Das Gebäude ist das älteste erhaltene Bauernhaus auf dem Leipziger Stadtgebiet und eine Gedenkstätte, die eine Außenstelle des Stadtgeschichtlichen Museums Leipzig ist. Die rund 100 Exponate umfassende Ausstellung des Hauses ist dem literarischen Werk, den Leipziger Theateraufführungen des berühmten Dichters und der Geschichte des Leipziger Schillervereins gewidmet. Das Schillerhaus präsentiert die Verbindung des Dichters zu Leipzig und rekonstruiert auf eindrucksvolle Weise ein sächsisches Interieur des 18. Jahrhunderts. In den Sommermonaten finden im Garten des Hauses, dem Schillergarten, Theateraufführungen, Konzerte und Lesungen statt.

## Geschichte des Gebäudes

### Die ersten Jahre des Hauses
Das Gebäude wurde 1717 als eingeschossiges Haupthaus (Wohnstallhaus) eines kleinbäuerlichen Dreiseithofs im damaligen Dorf Gohlis aus Lehm in Wellerbauweise erbaut. Es bestand aus einem Wohnteil, einem Flur (schwarze Küche) und einem Stall. In der 2. Hälfte des 18. Jahrhunderts wurde das Gebäude zur Schaffung weiterer Quartiere für Sommergäste umgestaltet. Dabei wurden der Stall umgebaut sowie das Gebäude aufgestockt.

### Schillers Zeit im Schillerhaus
Der damals 25-jährige Schiller lebte vom 7. Mai bis zum 11. September 1785 in den aufgestockten Räumen des Hauses. Der Besuch ging auf eine Einladung des Freundeskreises um den Juristen Christian Gottfried Körner zurück. Zur selben Zeit wohnte der Verleger Georg Joachim Göschen, der Schiller das Quartier vermittelt hatte, im ehemaligen Stallteil des Gebäudes. Schiller arbeitete in seiner Leipziger Zeit am 2. Akt des Don Carlos, bearbeitete den Fiesco und schrieb die erste Fassung des Gedichts An die Freude.

### Wiederentdeckung und Wirkung des Schillervereins

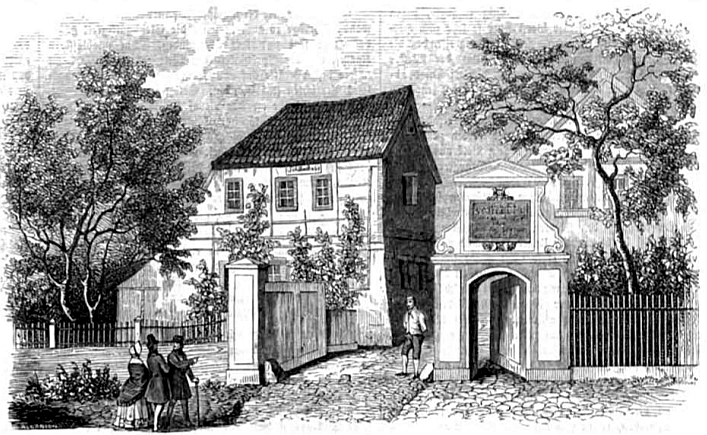
Schillerhaus im Jahr 1843

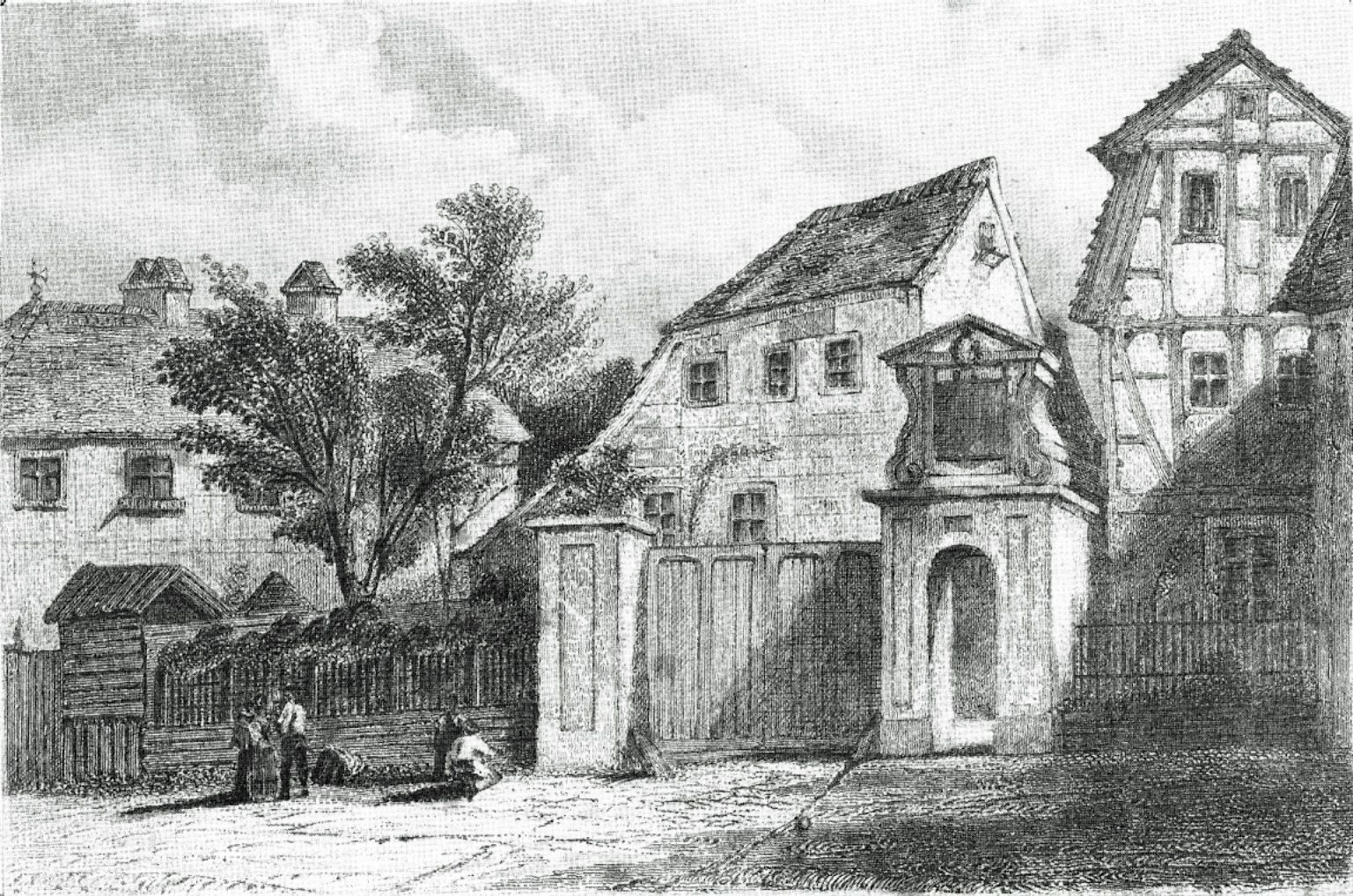
Schillerhaus auf einem Stahlstich von Albert Henry Payne, um 1850, Teil einer Sammlung von 20 Stichen mit Motiven aus Leipzig

Im Jahr 1841 wurde das Schillerhaus auf Initiative von Robert Blum, Leipziger Theatersekretär und einer der Wegbereiter der Deutschen Revolution von 1848/49, als Wirkungsstätte Schillers wiederentdeckt, worauf eine Gedenkstätte eingerichtet wurde. Sie wurde am 11. November 1841 mit der feierlichen Enthüllung der neu errichteten Ehrenpforte mit der Gedenktafel „Hier wohnte Schiller und schrieb das Lied an die Freude im Jahre 1785“ eingeweiht. Am 24. Oktober 1842 wurde der Leipziger Schillerverein durch Robert Blum gegründet. 1848 wurde die Schillerstube der Öffentlichkeit zugänglich gemacht. Im Jahr 1856 war das Haus von Abbruch und Versteigerung bedroht, worauf der Schillerverein durch Spenden und das finanzielle Engagement eines Vorstandsmitgliedes das Gebäude für 2150 Taler erwarb. Dieses Vorstandsmitglied war der Historiker Heinrich Wuttke. In den nächsten drei Jahren erfuhren das Gebäude und seine Außenanlagen entscheidende bauliche Veränderungen. Im Jahr 1864 erfolgte der Grundbucheintrag auf den Schillerverein. Laut Statuten ging das Haus bei Auflösung des Vereins in städtisches Eigentum über, wenn die Stadt sich verpflichtet, das Gebäude als Gedenkstätte zu nutzen.
In den Jahren 1896/97, 1911 und 1929–34 erfolgen weitere bauliche Instandsetzungs- und Neugestaltungsmaßnahmen. 1911 wurde durch den Architekten Max Langheinrich die Ehrenpforte nach alter Ansicht wiedererrichtet.
Am 4. Dezember 1943 durchbrach während des Bombardements der Stadt eine Stabbrandbombe das Dach und blieb in Schillers ehemaliger Schlafkammer stecken. Diese Bombe konnte entfernt werden. Daraufhin wurden wertvolle Ausstellungsstücke in den Wurzener Dom ausgelagert, die teilweise als Kriegsverlust gelten.

### Das Schillerhaus während der Zeit der DDR
Im Jahr 1949 löste die Landesregierung Sachsen den Schillerverein auf und unterstellte das Schillerhaus dem Kulturbund. Eigentümerin des Gebäudes war nun die Stadt Leipzig. 1961 wurde das Schillerhaus Außenstelle des Stadtgeschichtlichen Museums Leipzig. In den Jahren 1966–69 und 1985–89 fanden weitere Instandsetzungen des Kastellanhauses (Nebengebäude), des Haupthauses sowie eine Umgestaltung von Hof und Garten statt, die das historische Erscheinungsbild beträchtlich beeinträchtigten sowie historische Putzstruktur und koloristische Gestaltung unwiederbringlich beseitigten.

### Das Schillerhaus nach der Deutsch-Deutschen Wiedervereinigung

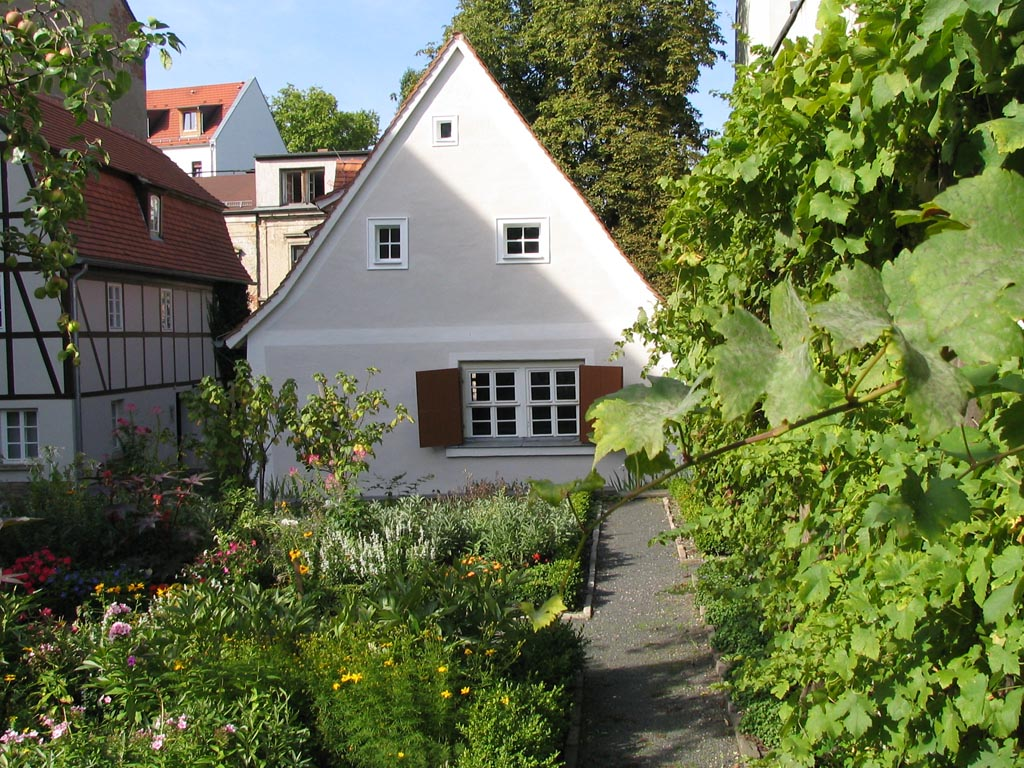
Schillerhaus vom Schillerweg aus gesehen

Im Jahr 1995 musste das Schillerhaus wegen Einsturzgefahr geschlossen werden. In den Jahren 1997/98 folgten mit öffentlichen und privaten Mitteln umfangreiche bauarchäologische und restauratorische Untersuchungen mit anschließender denkmalpflegerischer Instandsetzung und Restaurierung. Am 28. Oktober 1998 konnte das Schillerhaus wieder eröffnet werden. Im Jahr 2002 wurde die Gartenanlage nach historischem Vorbild als Bauerngarten neu gestaltet.
Im April 2023 wurde das Schillerhaus nach mehrmonatiger Schließzeit mit einer überarbeiteten ständigen Ausstellung unter dem Namen Götterfunke wiedereröffnet.